# Тонкая мышца
Тонкая мышца (лат. Musculus gracilis) — мышца медиальной группы мышц бедра.

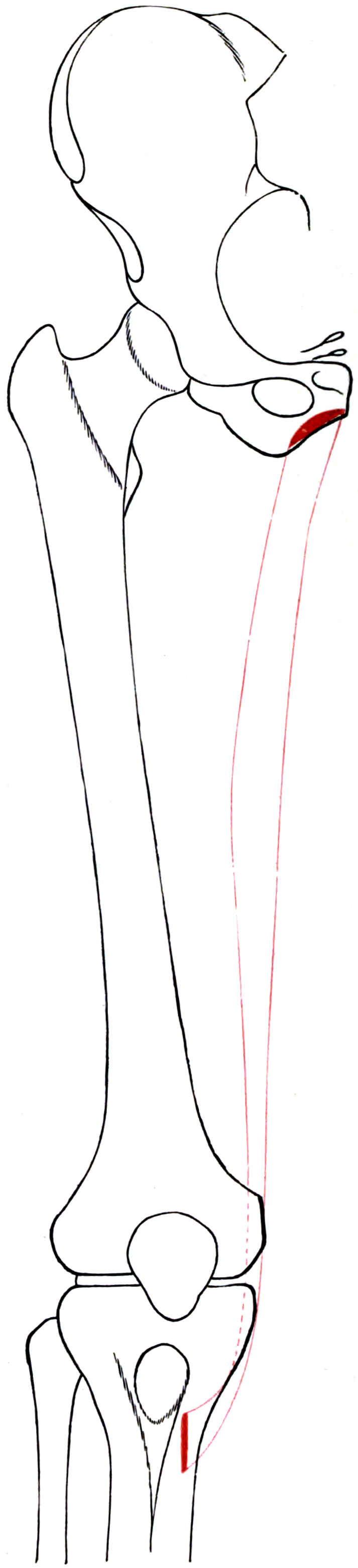
Места прикрепления и проекция правой тонкой мышцы

Длинная, слегка уплощённая, залегает подкожно, располагается наиболее медиально. Начинается от передней поверхности нижней ветви лобковой кости и, направляясь вниз, переходит в длинное сухожилие, которое, обогнув сзади медиальный надмыщелок бедренной кости, прикрепляется к бугристости большеберцовой кости.
Ещё до места прикрепления сухожилие тонкой мышцы срастается с сухожилиями портняжной и полусухожильной мышц, а также с фасцией голени, образуя поверхностную гусиную лапку.

## Функция
Приводит бедро, сгибает голень в коленном суставе, поворачивая ногу кнутри.